# Deepfake
Deepfake je technologie, která umožňuje vytváření falešného digitálního obsahu (převážně videí) pomocí algoritmů strojového učení, které dokáží realisticky nahradit tváře a hlasové stopáže v existujících videích, fotografiích anebo zvukových nahrávkách. Upravuje se především mimika obličeje a řeč jednotlivých aktérů. Jedinci pak vykonávají činnosti, které ve skutečnosti nedělají, a říkají slova, která ve skutečnosti nikdy nepronesli. Deepfake využívá pokročilého počítačového zpracování dat umělé inteligence, včetně algoritmů pro rozpoznávání obličejů a umělých neuronových sítí, jako jsou variační autoenkodéry (VAE) a generativní adverzní sítě (GAN).
Realistické nahrazení obličeje ve videích probíhalo i dříve, zejména V Hollywoodu pomocí CGI (speciálních efektů tvořených počítačovou úpravou), dosud šlo však především o umělecké účely. Dnes si díky novým technologiím může vytvořit velmi realistické video každý uživatel s lepším počítačem.

## Historie

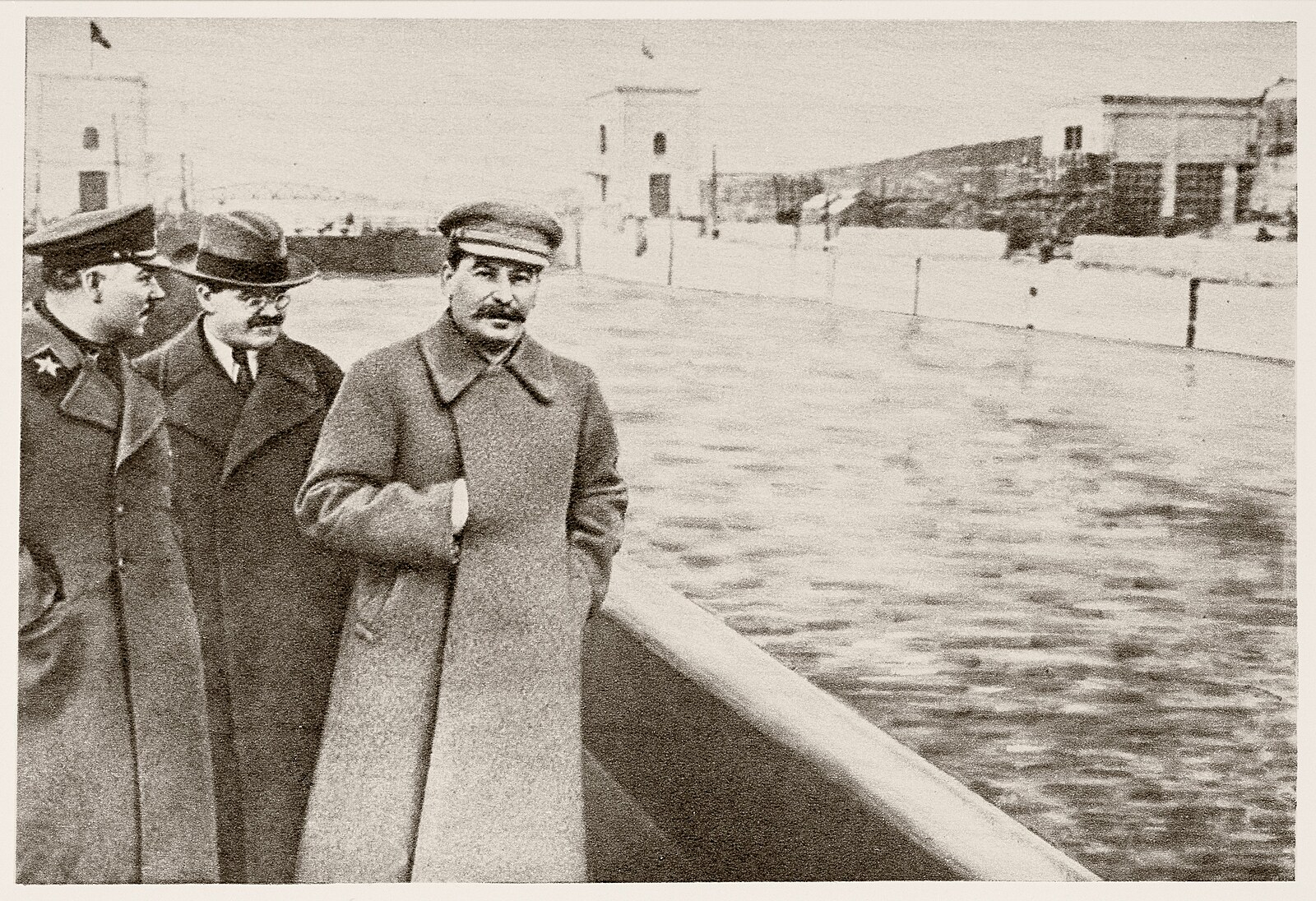
Retušovaný snímek Stalina bez Ježova

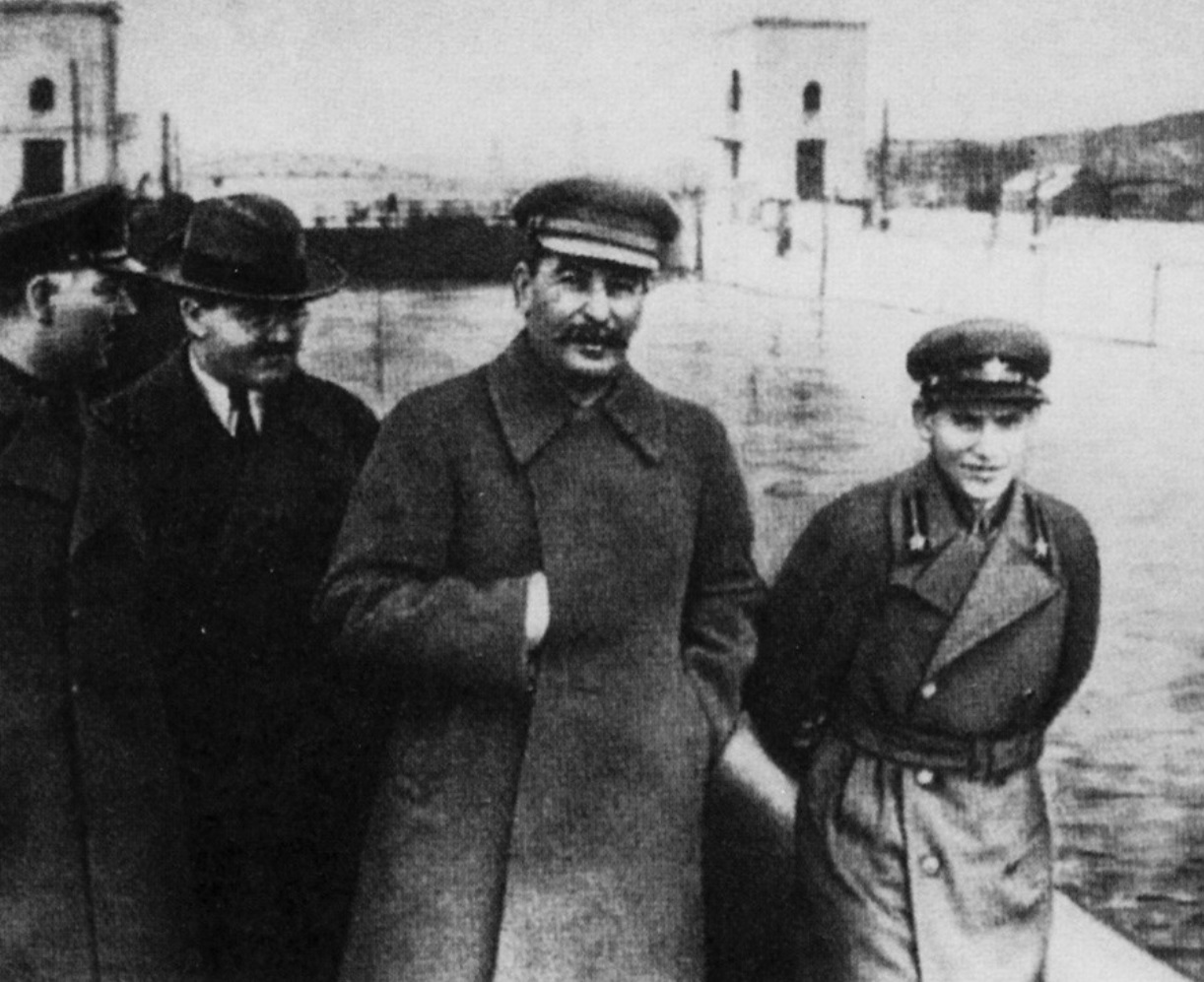
Originální snímek Stalina a Ježova

Od počátků fotografie lidé objevují různé způsoby, jak upravovat a manipulovat s obrazy. Jedním z příkladů je retušovaná fotografie sovětského vůdce Stalina, na které byla odstraněna osoba, která se dostala do nemilosti. Tento zásah do historických fotografií představuje předzvěst moderní formy manipulace s obrazy, známé jako deepfake. Prvním deepfake videem bylo pornografické video celebrit vytvořené uživatelem DeepFakes na sociální síti Reddit v roce 2017.  O tři roky později se na sociální platformě TikTok objevil profil Toma Cruise, který přiznal, že je falešný. Falešný profil, který vykonává běžné každodenní činnosti, se stal postupně známějším a oblíbenějším. Společnost Microsoft zveřejnila již v roce 2020, že vyvíjí softwarový nástroj pro detekci deepfake. Ve stejném roce Facebook oznámil, že na své platformě zakáže deepfakes, a YouTube ho následoval s podobnými pokyny. Twitter začal prosazovat svá pravidla proti deepfake zavedená v 2019 roce. Sesterská společnost Google Jigsaw vydala "Assembler", nástroj s umělou inteligencí pro novináře, který jim pomáhá odhalovat deepfakes. Společnost Qualcomm podpořila start-up, který neodvolatelně označoval originální fotografie a videa jako originály při jejich vytvoření, což později zjednodušilo identifikaci deepfake.

Virtuální verze Ornelly Mutiové

## Šíření deepfake videí
Deepfake videa se šíří obrovskou rychlostí, zejména za pomocí sociálních sítí. Podle studie The State of Deepfakes se jich v roce 2020 na internetu objevilo přes čtrnáct tisíc. Za rostoucím počtem deepfake videí a stoupající oblíbeností stojí to, že algoritmy pro vytváření deepfake videí využívají jak počítačové aplikace, tak služby a komunity. Deepfake videa se v současnosti z 96% objevují v pornografii, kde jsou do videí dosazovány nejčastěji britské a americké herečky a zpěvačky.

## Použití

### Herectví
Deepfake se vyskytuje také v satirických videích, jako jsou například úryvky z filmů, kde jsou původní herci nahrazováni jinými. Výtvory na podobné bázi vytváří například slovenský YouTuber Ctrl Shift Face, který vytvořil upravenou verzi filmu Sám doma (Home Alone) se Sylvesterem Stallonem nebo film Osvícení (The Shining), v němž se místo Jacka Nicholsona objevuje obličej Jimma Carreyho. Další způsob využití ve filmovém průmyslu je digitální omlazení herců, například omlazení Harrisona Forde ve filmech Indiana Jones a nástroj osudu nebo Solo: A Star Wars Story.

### Marketing
Deepfake technologie umí vytvořit i tzv. fake fakes, tedy počítačem vymodelované avatary, kteří nemají tvář žádného skutečného člověka a jejich vzhled je kompletně vytvořen umělou inteligencí. Fake fakes už nyní využívá módní průmysl, který počítačově generuje modely a modelky pro některé kampaně. V blízké budoucnosti bude možné online nakupování 2.0 založené na fake fakes tak, že si uživatel vytvoří svého avatara a na něm si bude virtuálně zkoušet oblečení vybrané k nákupu. Podobné využití se nabízí také v počítačových hrách nebo při sledování filmů – díky technologii záměny tváře by si hráč či divák mohl zahrát roli své oblíbené postavy.

### Zábava
Některé YouTube kanály, jako například "Presidents Play", ironicky parodují politické osobnosti, jako jsou Donald Trump, Barack Obama a Joe Biden. Vytvářejí falešné let's play videa, kde se tito politici účastní her, jako je Minecraft, pomocí deepfake technologie změny hlasů ElevenLabs.

### Sociální sítě

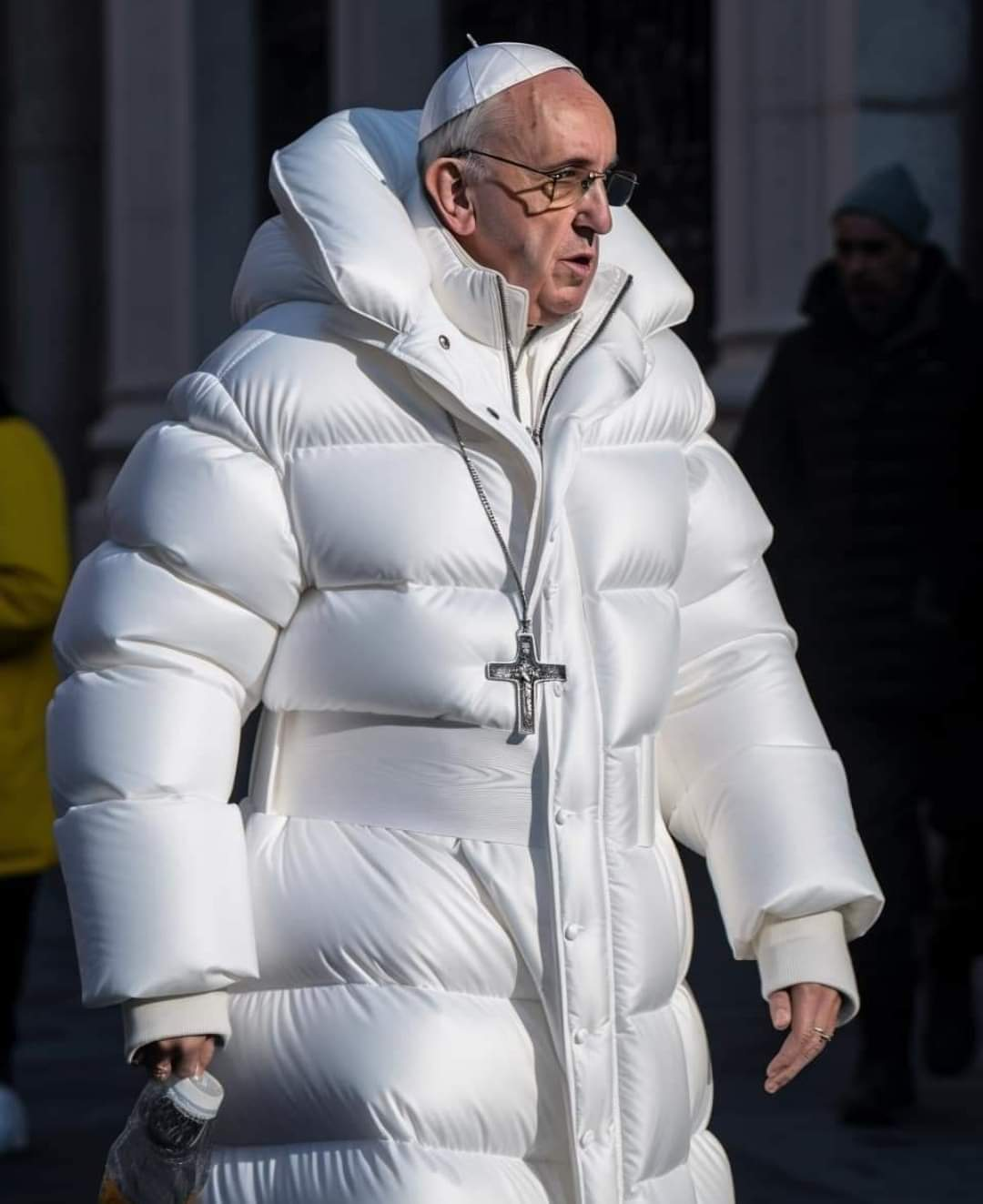
Papež František v zimní bundě (vygenerováno)

S fenoménem deepfake videí je spojena řada problémů. Za jeden z palčivých problémů lze považovat mezinárodní šíření falešných zpráv na sociálních médiích a internetu, ale také nedostatečnou mediální a informační gramotnost. Existence deepfake způsobuje to, že mnozí uživatelé zhlédnou upravené video, ale o tom, že nejde o skutečnost, se tak snadno nedozví.

### Pornografie
Taylor Swift se stala terčem masivní kampaně nekonsenzuální pornografie v podobě deepfake, což otevřelo důležitou debatu o zneužívání obrazu a jeho dopadech na ženy. Dne 24. ledna 2024 uživatelé vytvořili sexuálně explicitní obrázky znázorňující Swift na fotbalovém zápase. Tyto obrázky se na síti X (dříve Twitter) rychle šířily, přestože jasně porušovaly politiku této platformy. Tyto umělou inteligencí generované obrázky získaly více než 45 milionů zhlédnutí a stovky tisíc lajků, záložek a sdílení během 17 hodin než byly odstraněny. Všechny tyto případy jsou sexuálním násilím a vypovídají o dlouhodobé sexuální dehumanizaci žen na veřejnosti. Při současné snadné dostupnosti umělé inteligence (AI) snímky, jako jsou ty s Taylor Swiftovou, ukazují, jakým problémem jsou falešné sexuální snímky, kolik uživatelů na internetu snadno přehlédne důležitost souhlasu a jak obtížné je i pro nejslavnější lidi na světě dosáhnout odstranění těchto snímků.

### Politika
Deepfake video ukrajinského prezidenta Volodymyra Zelenského vyzývajícího národ ke složení zbraní však poukázalo na to, jak negativní působení může technologie mít, dojde-li k jejímu zneužití a šíření dezinformace. S deepfake videi se někdy mylně zaměňují tzv. shallowfake videa. Shallowfake videa se tvoří jednoduchými střihacími nástroji nebo záměrným vytržením z kontextu. K manipulování videí se v nedávné době používaly jednodušší postupy. Příkladem může být video vzniklé během voleb ve Velké Británii, za které byla konzervativní strana kritizována, protože bylo sestříháno tak, aby vypadalo, že Keir Starner z labouristické strany nemá žádnou odpověď na brexit.
Jako další ukázka slouží upravené video kongresmanky Nancy Pelosiové, v němž byl její proslov zpomalen a měl vyznět tak, že kongresmanka nezřetelně mumlá. Záznam byl masivně sdílen na sociálních sítích, dokonce samotným americkým prezidentem, v komentářích byla politička označována za opilou.

## Deepfake videa v Česku
V Česku se začínají deepfake videa využívat v různých oblastech, včetně politické propagandy, kybernetické kriminality a manipulace s informacemi. Podle nedávného průzkumu CEDMO Trends, který byl zmíněn v článku Výzkum: Většina české populace neví, co je deepfake z MediaGuru, pouze 41% respondentů správně identifikovalo deepfake, když jim bylo položena otázka se čtyřmi možnostmi. Více než polovina dotázaných nebyla seznámena s pojmem deepfake a desetina zvolila nesprávnou odpověď. V Česku se již objevily případy, kdy deepfake videa byly použity k manipulaci s informacemi a k podvodům. Na sociálních sítích se nedávno objevila série podvodných videí, která zneužívají známé osobnosti jako Andreje Babiše a českého prezidenta Petra Pavla k lákání lidí na investice. Tyto videa jsou však vytvořena pomocí deepfake technologie, která uměle inteligencí reprodukuje jejich hlas a vzhled. Podvodná videa vypadají realisticky a mohou některé uživatele zmást, ačkoliv při podrobném pohledu jde o zjevný podvrh. S rostoucím pokrokem v oblasti umělé inteligence mohou být podvodná videa stále obtížněji odhalovatelná a rozpoznatelná. Navíc podvodníci často využívají mobilní reklamy, kde drobné chyby v podvodu mohou být snáze přehlédnuty.

## Odhalování deep fake videí
Po vzniku deep fake se počala testovat řada technologií, které mají šíření deepfakeových videí zabránit. Facebook vyvíjí technologii, která by měla deepfaková videa odhalovat, společnosti jako TruePic či americká vojenská společnost DARPA sází na technologie na bázi blockchainu (neustále se rozšiřující databáze). Dříve než bude vyvinut účinný software, je stále třeba používat staré metody odhalování deepfake, například ověřovat výroky a události z několika zdrojů a uplatňovat kritické myšlení, tedy zamýšlet se nad prezentovanou skutečností a kvalifikovaně zvážit, do jaké míry je pravděpodobné, že daná skutečnost může být pravdivá.